# Alba Hernández (pallavolista 1994)
Alba Raquel Hernández Ramos (3 ottobre 1994) è una pallavolista portoricana, centrale delle Criollas de Caguas.

## Carriera

### Club
Alba Hernández muove i primi passi nella pallavolo all'età di dieci anni. Nel 2007 viene notata dalla Federazione pallavolistica di Porto Rico durante una manifestazione grazie alla sua altezza fuori dal comune, 187 cm all'età di dodici anni, in seguito divenuti 207, che la rendono la pallavolista più alta del mondo: non particolarmente interessata a giocare a pallavolo, entra nel programma federale e viene allenata costantemente fino ad innamorarsi di questo sport.
Si trasferisce quindi negli Stati Uniti d'America per partecipare alla NJCAA Division I con il College of Central Florida; tuttavia, a causa di alcuni problemi di adattamento, lascia il programma per giocare a Porto Rico nella Liga Atlética Interuniversitaria con la UPR Rio Piedras.
Esordisce come professionista nella Liga de Voleibol Superior Femenino del 2017, giocando per le Gigantes de Carolina. Torna in campo nella Liga de Voleibol Superior Femenino 2019 con le Amazonas de Trujillo Alto, venendo premiata come rising star e inserita nello All-Star Team del torneo. Nella stagione 2019-20 approda in Germania, dove difende i colori del Vilsbiburg, in 1. Bundesliga, facendo in seguito ritorno in patria, dove nella Liga de Voleibol Superior Femenino 2021 veste la maglia delle Valencianas de Juncos, restandovi fino a metà dell'annata successiva, quando viene ceduta alle Criollas de Caguas attraverso uno scambio di giocatrici, restandovi fino al termine della Liga de Voleibol Superior Femenino 2023.
Nel gennaio 2024 torna a giocare all'estero, approdando per la seconda parte dell'annata 2023-24 nell'Extraliga slovacca, dove difende i colori del VKP Bratislava. Per la Liga de Voleibol Superior Femenino 2025 indossa nuovamente la casacca delle Criollas de Caguas, vincendo il titolo nazionale e venendo inserita nell'All-Star Team del torneo.

### Nazionale
Fa parte delle selezioni portoricane giovanili: con la nazionale under 18 vince la medaglia di bronzo al campionato nordamericano 2010 e partecipa alla Coppa panamericana 2011 e al campionato mondiale 2011; con la nazionale under 20 invece prende parte al campionato nordamericano 2010 e al campionato mondiale 2013.
Nel 2017 esordisce in nazionale maggiore in occasione della Coppa panamericana, vincendo la medaglia di bronzo. Un anno dopo, invece, conquista altri due bronzi alla Volleyball Challenger Cup e ai XXIII Giochi centramericani e caraibici. Nel 2023 viene premiata come miglior centrale della NORCECA Final Four, dove conquista la medaglia d'oro, andando poi a vincere l'argento ai XXIV Giochi centramericani e caraibici e alla Coppa panamericana. Un anno dopo bissa l'oro alla NORCECA Final Four e mette al collo l'argento alla Volleyball Challenger Cup.
Nel 2025 si aggiudica il suo terzo oro alla NORCECA Final Four e il bronzo alla Coppa panamericana.

## Palmarès

### Club
- Campionato portoricano: 1

2025

### Nazionale (competizioni minori)
- Campionato nordamericano under 18 2010
- Coppa panamericana 2017
- Volleyball Challenger Cup 2018
- Giochi centramericani e caraibici 2018
- NORCECA Final Four 2023
- Giochi centramericani e caraibici 2023
- Coppa panamericana 2023
- NORCECA Final Four 2024
- Volleyball Challenger Cup 2024
- NORCECA Final Four 2025
- Coppa panamericana 2025

### Premi individuali
- 2019 - Liga de Voleibol Superior Femenino: Rising star
- 2019 - Liga de Voleibol Superior Femenino: All-Star Team
- 2023 - NORCECA Final Four: Miglior centrale
- 2025 - Liga de Voleibol Superior Femenino: All-Star Team